# Івно (Куявсько-Поморське воєводство)
Івно (пол. Iwno) — село в Польщі, у гміні Кциня Накельського повіту Куявсько-Поморського воєводства.
Населення — 256 осіб (2011).
У 1975-1998 роках село належало до Бидгощського воєводства.

## Демографія
Демографічна структура станом на 31 березня 2011 року:
|          | Загалом | Допрацездатний вік | Працездатний вік | Постпрацездатний вік |
| -------- | ------- | ------------------ | ---------------- | -------------------- |
| Чоловіки | 123     | 24                 | 83               | 16                   |
| Жінки    | 133     | 29                 | 82               | 22                   |
| Разом    | 256     | 53                 | 165              | 38                   |